# Monsavon
Ne doit pas être confondu avec mon savon.
Monsavon est une marque commerciale de produits d'hygiène appartenant à Unilever.

## Histoire

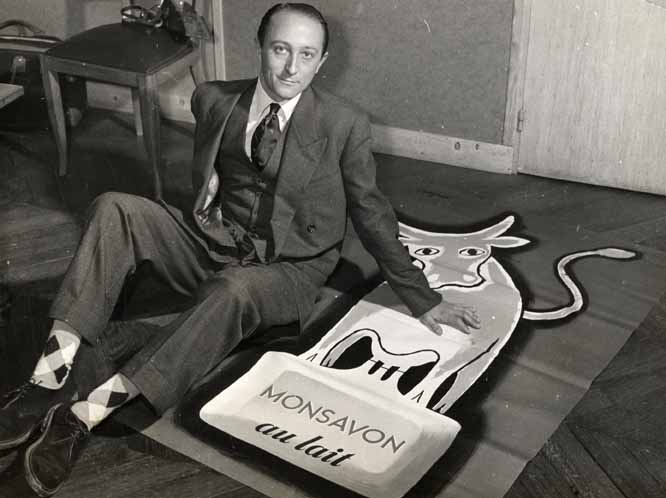
François Clauteaux, directeur de la publicité de L'Oréal en 1951, avec l'affiche Monsavon

Le premier produit Monsavon est lancé en 1920 par la Société des Savons français, fabriqué dans une usine située rue Martre, à Clichy. En 1928, Monsavon passe sous le contrôle de L'Oréal.
Début 1961, L'Oréal cède Monsavon à Procter & Gamble, en même temps qu'elle fait l'acquisition de la SCAD. Elle conserve néanmoins l'usine de Clichy, qui deviendra son siège social.
Une nouvelle usine Monsavon est ouverte en 1964 à Amiens.
Monsavon est revendu en 1998 à un autre groupe américain, Sara Lee, puis en 2010 à Unilever.

## Produits
La gamme de produits Monsavon comprend des gels douche, des savons (dont un savon à barbe) et des déodorants.
Le savon est blanc, parfumé à la lavande et contenant du lait et de la lanoline. À l'origine, la marque était écrite en lettres capitales bleues, sur papier bleu. En 1949, pour la publicité de ce savon, l'affichiste français Raymond Savignac choisit l'image d'une petite vache rose avec les pis gonflés, sur un savon blanc et l'inscription « MONSAVON au lait ».